# Pagoda Baochu
La pagoda Baochu (en chino, 保俶塔; pinyin, Bǎochù tǎ) es una pagoda en Hangzhou, provincia de Zhejiang, China. Conocida como uno de los lugares de interés del lago del Oeste, se encuentra justo al norte del lago, sobre la colina de la Piedra Preciosa (宝石山, bǎoshíshān). Su pequeña base sostiene siete pisos (45 metros) y le da a la pagoda su distintiva figura esbelta y elegante.
El nombre Baochu se traduce literalmente como 'protege a Chu', lo que, según la leyenda, se refiere a Qian Chu, último rey de Wuyue. La historia dice que uno de los ministros del rey Chu construyó el templo para que se rezasen oraciones por su regreso seguro de un viaje que había realizado hasta Kaifeng, en el centro de China. El rey había sido reclamado por el Emperador y habían pasado muchos días sin noticias de su vuelta.

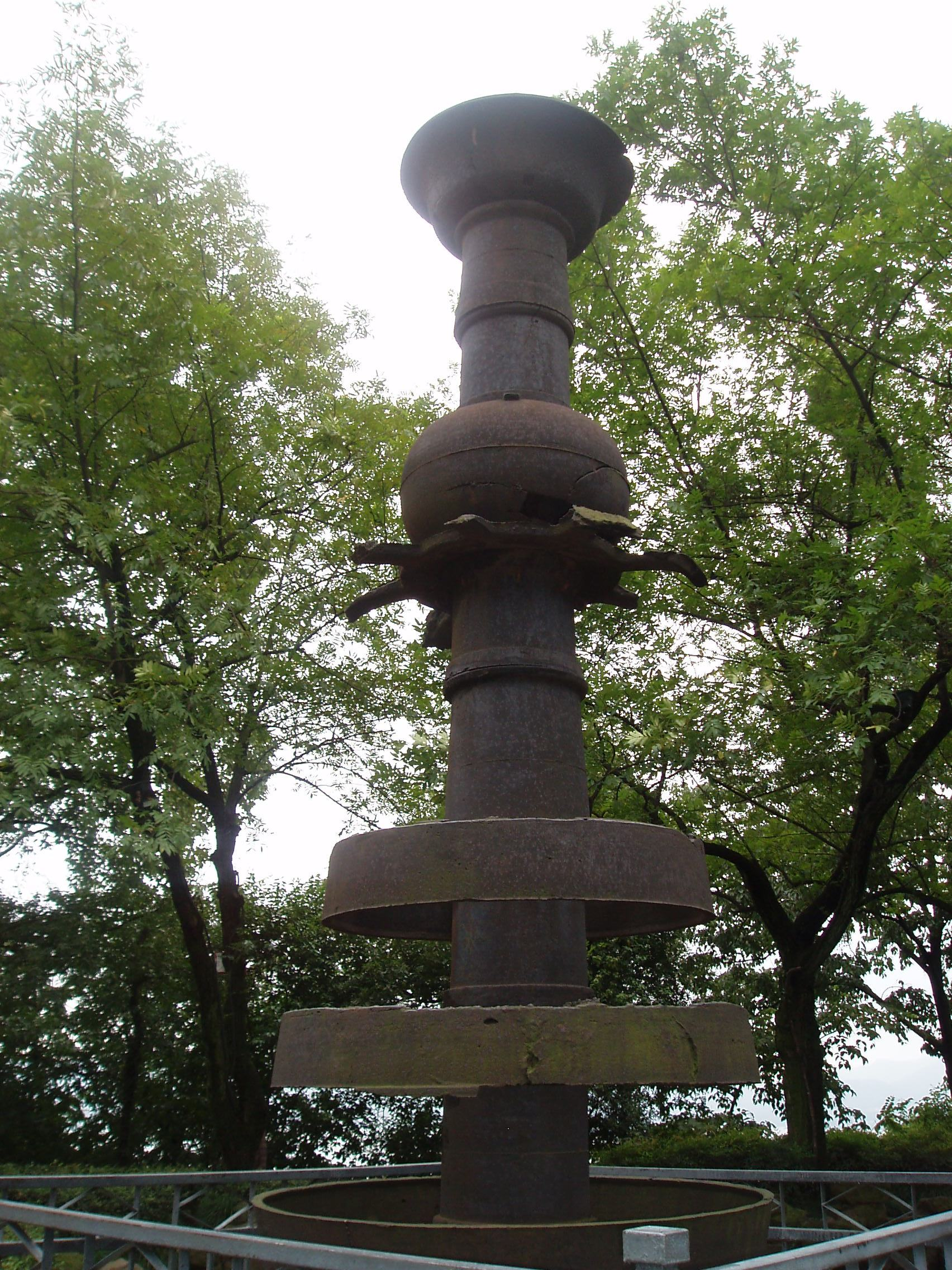
Aguja original de la cima de la pagoda,

El edificio fue construido originalmente en 963 con nueve pisos de altura. Su última reconstrucción, en 1933, redujo ligeramente su tamaño, pasando a tener siete pisos, y recientemente se cambió la aguja de su cima aunque la antigua se exhibe cerca de la pagoda.  Fue construida con piedra y ladrillos y sin ninguna escalera en su interior, cerca de un camino que recorre la cordillera al norte del Lago Oeste. Se puede acceder a la pagoda tanto mediante caminos de tierra como de escaleras de cemento disponibles desde casi cualquier lado de la montaña.